# Klasyczny ryt rzymski

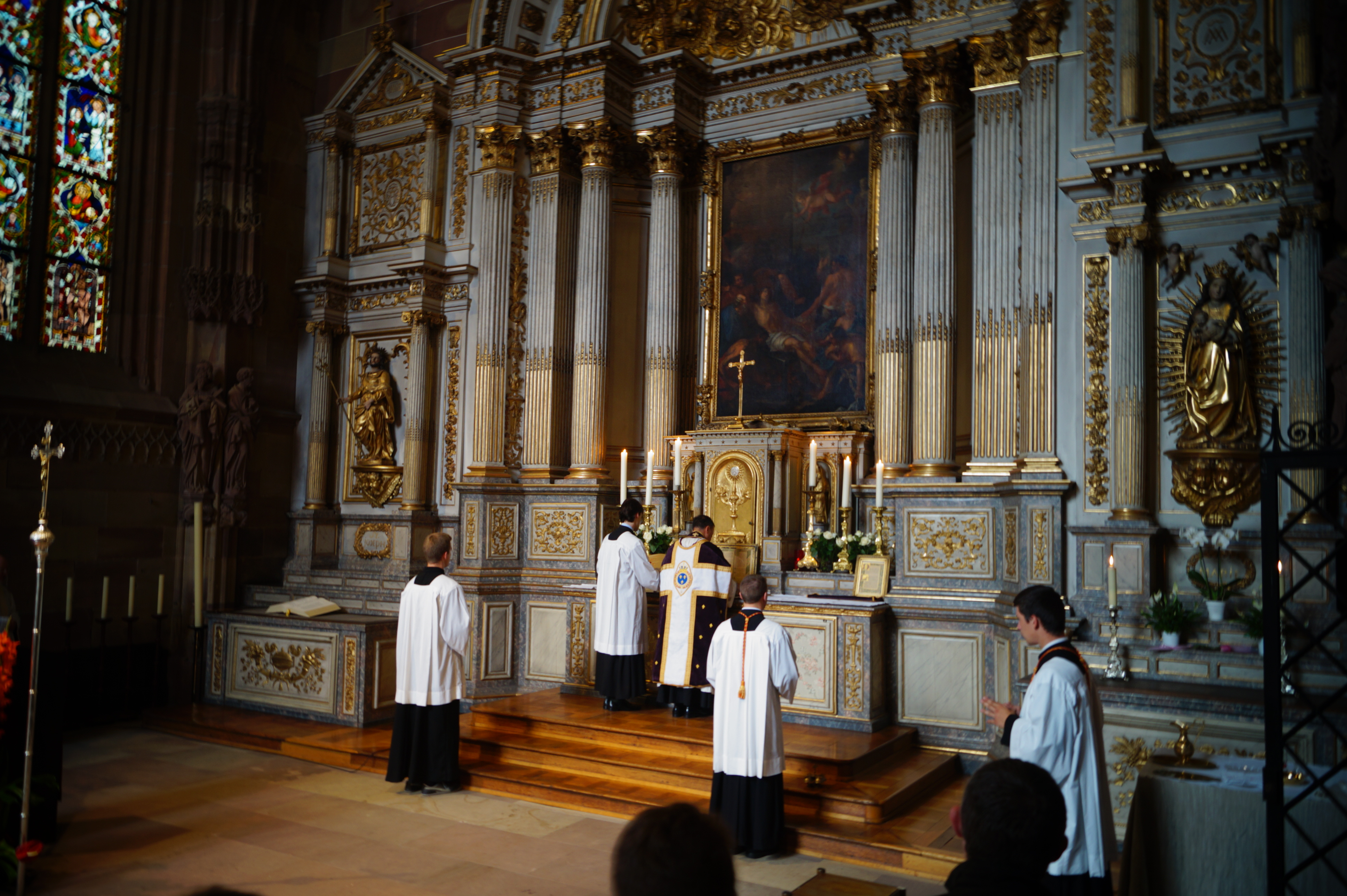
Msza w klasycznym rycie śpiewana

Klasyczny ryt rzymski (pot. ryt trydencki, daw. nadzwyczajna forma rytu rzymskiego) – w Kościele katolickim porządek celebrowania liturgii obrządku łacińskiego kształtujący się od starożytności; obowiązujący powszechnie od wydania w 1570 r. przez Piusa V po soborze trydenckim konstytucji apostolskiej Quo primum do czasu przeprowadzenia reformy liturgicznej po soborze watykańskim II w latach 60. i 70. XX wieku.
Obecnie księgą liturgiczną, będącą podstawą celebracji mszy w tej formie jest Mszał rzymski Jana XXIII z 1962 r. (ostatnie wydanie sprzed reformy), jednak używa się również mszałów sprzed 1955 r.; podstawą celebracji sakramentów i sakramentaliów jest Rytuał w wydaniu z 1952 r.; podstawą celebracji biskupich Pontyfikał w wydaniu z roku 1961/62 wraz z Ceremoniałem Biskupów wydania z 1948 r.; podstawą odmawiania liturgii godzin Brewiarz w wydaniu z 1961 r. Do rytu tradycyjnego przynależy również przedsoborowe Martyrologium z 1914 r. (ze zm.), niekiedy używa się także wydawanego dla poszczególnego Kościoła partykularnego Collectio Rituum.

## Nazwa
Od czasów reformy liturgicznej, przeprowadzonej po soborze watykańskim II, utarło się kilka określeń, odróżniających liturgię w rycie rzymskim w wersji sprzed reformy liturgicznej od liturgii w wersji po II soborze watykańskim. I tak mszę w klasycznym rycie rzymskim określano mianem: trydenckiej, przedsoborowej, wszech czasów, starej, Grzegorza Wielkiego, Piusa V lub według usus antiquior albo też Vetus Ordo Missae (VOM). 
W latach 2007–2021, to jest od wydania motu proprio Summorum Pontificum przez Benedykta XVI, do wydania Traditionis custodes przez Franciszka, oficjalną nazwą używaną w dokumentach papieskich była: nadzwyczajna forma rytu rzymskiego (łac. forma extraordinaria).
W większości języków europejskich nazwą omawianej wersji obrządku rzymskiego jest obrządek (albo ryt) trydencki, na przykład po angielsku Tridentine rite, po francusku rite tridentin, po niemiecku Tridentinischer Ritus. W języku polskim od ok. 2021 podkreśla się domniemanie potoczny charakter tego określenia: argumentem za taką tezą jest to, że ryt ten nie został z woli soboru trydenckiego stworzony, a jedynie zrewidowany, skodyfikowany i upowszechniony, kształtując się przy tym od starożytności.

## Historia

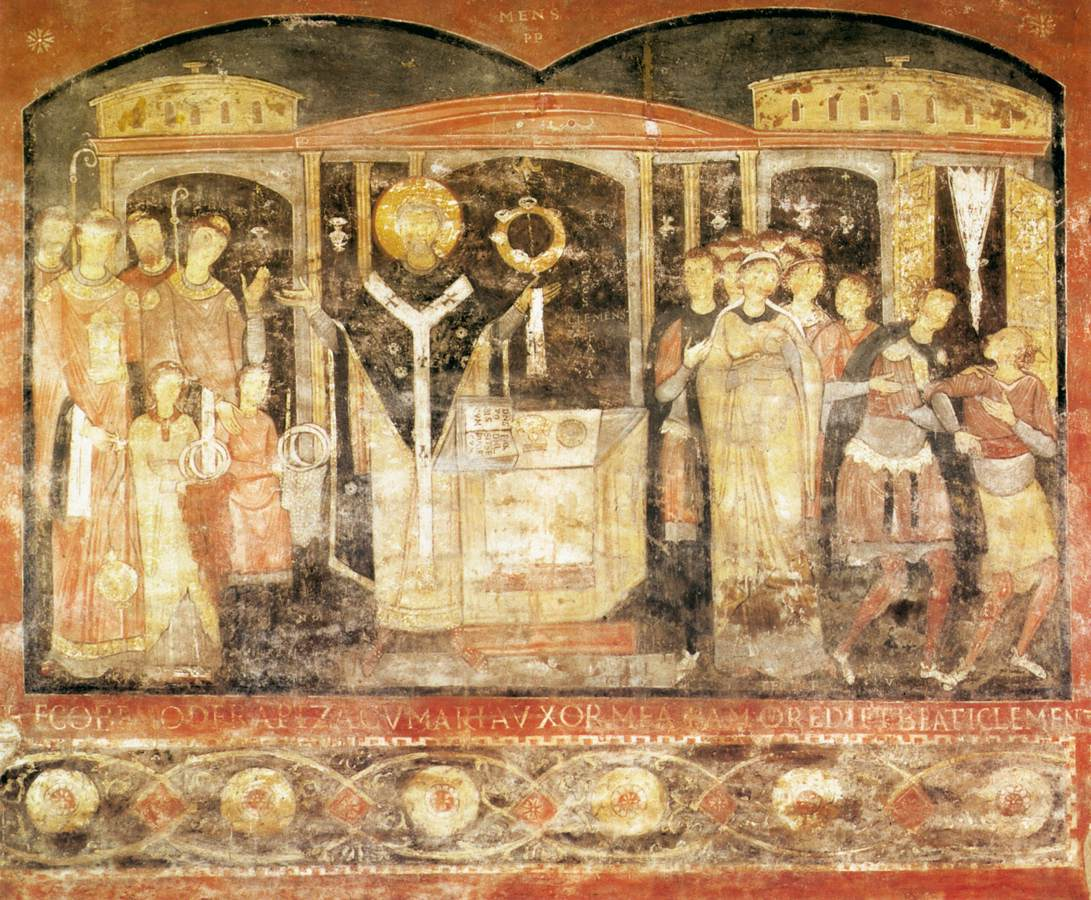
Msza Świętego Klemensa, fresk w rzymskiej bazylice, XI wiek. Papież odwraca się na Dominus Vobiscum, w lewej dłoni ma manipularz, w księdze zapisane są słowa liturgii eucharystycznej w łacinie.

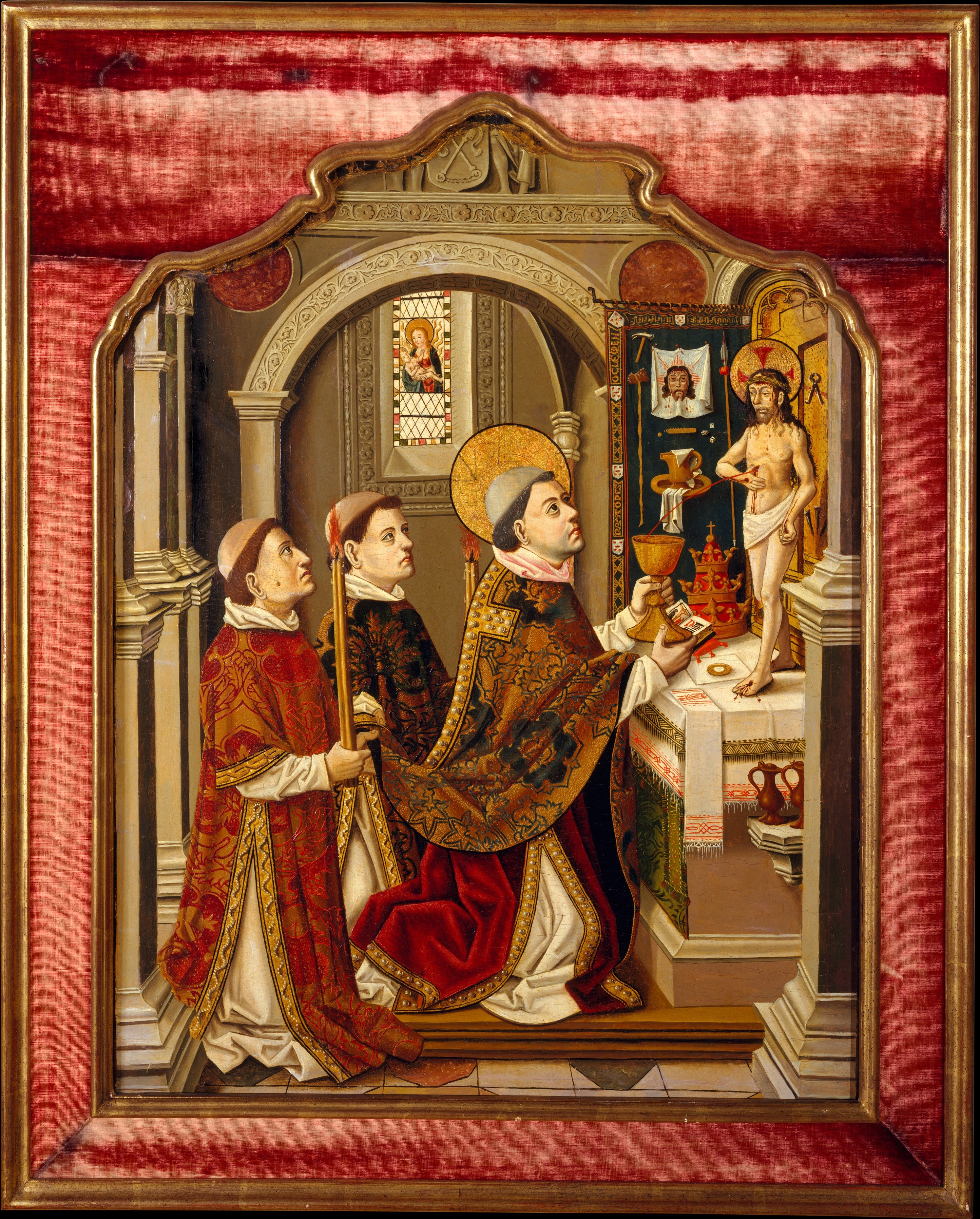
Msza Świętego Grzegorza, XV w., Metropolitalne Muzeum Sztuki

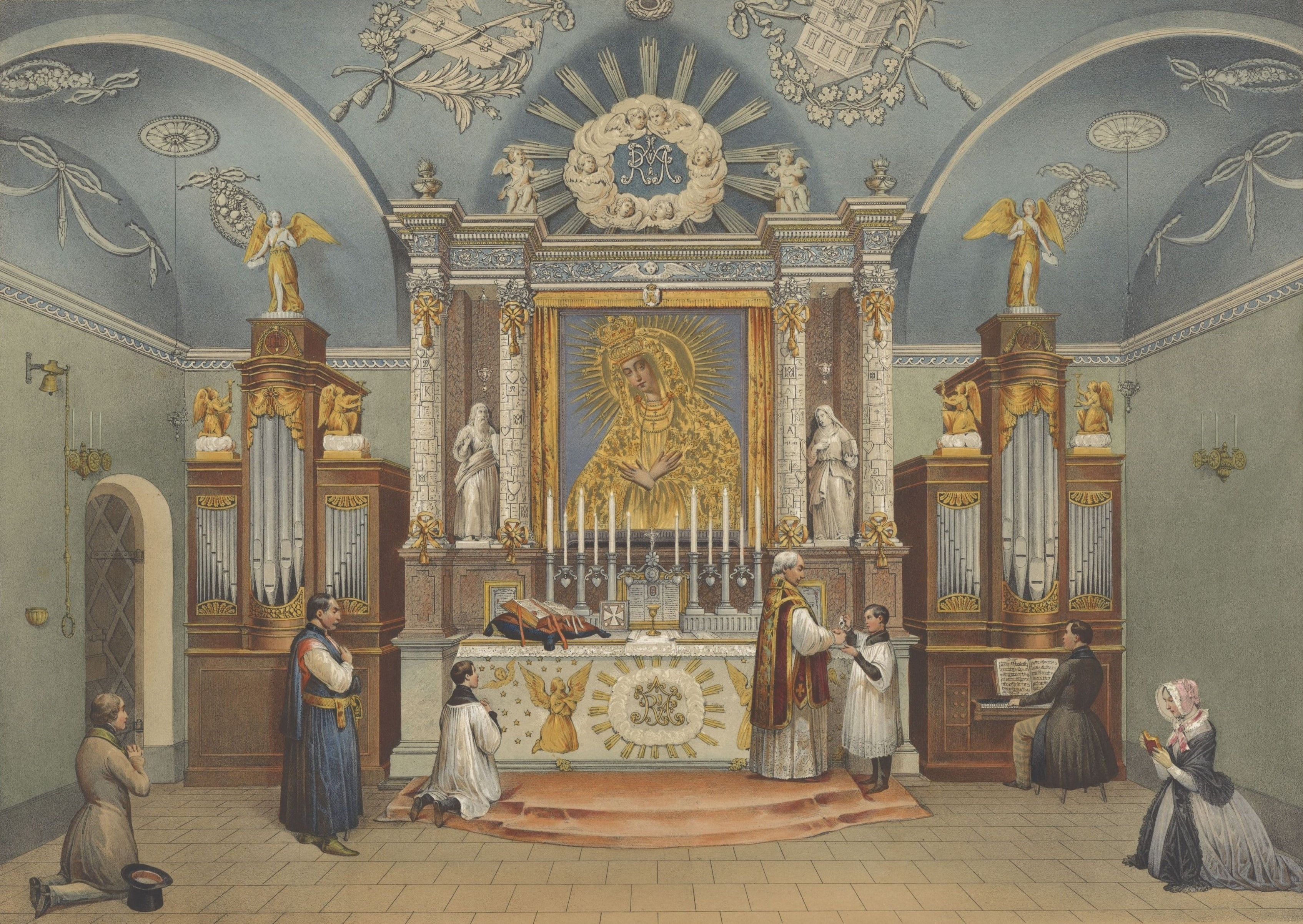
Msza w kaplicy Ostrobramskiej w Wilnie, XIX w.

Klasyczny ryt rzymski wyłonił się z długiej historii przemian, które zachodziły w liturgii mszy, poczynając od starożytności i średniowiecza. Obrzędy rytu rzymskiego w drugim wieku przedstawia Justyn w Apologii; w trzecim wieku Hipolit w Tradycji Apostolskiej. Od wieku czwartego w liturgii stale obecny jest kanon rzymski. Zasadnicze ukształtowanie się rytu rzymskiego miało miejsce między IV a VII w., następnie podlegał on kolejnym przeobrażeniom (np. połączenie z rytem gallikańskim).  
Na skutek działań Franciszka z Asyżu, w wieku XIII ryt zgodnie z mszałem Innocentego III przyjęli franciszkanie i przyczynili się tym samym do jego upowszechnienia.
Podstawowe księgi liturgiczne tej wersji rytu rzymskiego mają swoją genezę przed V w., w kartach z modlitwami libelli pecum, zaś od VI do X wieku w sakramentarzach. W okresie następnym powstawały księgi zawierające wiele tekstów liturgicznych, spisywane przez poszczególne diecezje. W wyniku reformy soboru trydenckiego teksty liturgiczne rytu rzymskiego uporządkowano oraz ustalono, że obowiązują one powszechnie. Dokonana kodyfikacja w dużej mierze opierała się na pierwszych drukowanych księgach liturgicznych z XV i XVI wieku. Ryty inne niż rzymski, mogły być używane, o ile miały one więcej niż 200 lat (np. ryt karmelitański, dominikański, lyoński). Za pontyfikatu i z inicjatywy papieża św. Piusa V opublikowano więc: brewiarz (Breviarium Romanum) w 1568, mszał (Missale Romanum) w 1570 roku. Brewiarz promulgowany został bullą Quod a nobis, mszał zaś bullą Quo primum.  
W XX w. pewne reformy wprowadził Pius X, (m.in. reforma brewiarza i komunii wiernych), kolejne zaś Pius XII (w szczególności reforma Wielkiego Tygodnia z 1955).
Ostatnie korekty do formy mszy przedsoborowej wprowadził 6 lutego 2008 Benedykt XVI, zmieniając w niej formuły liturgii Wielkiego Piątku.
Wersja rytu rzymskiego, zwana w większości języków europejskich trydencką, obowiązywała powszechnie w całym Kościele łacińskim aż do przeprowadzenia na soborze watykańskim II reformy liturgicznej w roku 1965, kiedy to Paweł VI wprowadził w obrządku mszalnym zmiany. Ta wersja była w użyciu dość krótko; kolejna wersja pojawiła się w roku 1967 (w Polsce nie zdążyła wejść w życie), ostateczna zaś – Novus Ordo Missae (NOM) – została ogłoszona w 1969.
Zmianom uległy także obrzędy wszystkich sakramentów, jak również kalendarz liturgiczny – m.in. zniesiono okres przedpościa oraz oktawę Zesłania Ducha Świętego. Reformie poddane zostały także obrzędy sakramentaliów, w tym: pogrzebu, egzorcyzmów i błogosławieństw.
Po reformie liturgicznej stara forma sprawowana jest tylko w nielicznych miejscach. Jednak mszał z 1570 roku w wersji wydanej przez Jana XXIII w 1962 nie został nigdy zniesiony lub wręcz zakazany (co podkreślił Benedykt XVI w motu proprio Summorum Pontificum).
Porządkiem tym posługuje się m.in. Bractwo Świętego Piotra, Instytut Dobrego Pasterza, Instytut Chrystusa Króla Najwyższego Kapłana oraz niektórzy księża diecezjalni i zakonnicy, zgodnie z motu proprio Traditionis Custodes, a także Bractwo św. Piusa X i sedewakantyści.
W Polsce nieco zmodyfikowana forma rytu trydenckiego i przy użyciu języka narodowego obowiązuje również w Kościele Starokatolickim Mariawitów i Kościele Katolickim Mariawitów. Duchowni mariawiccy jako pierwsi w historii odprawili na ziemiach polskich mszę w języku polskim – była to pasterka w 1907 roku.

## Status kanoniczny

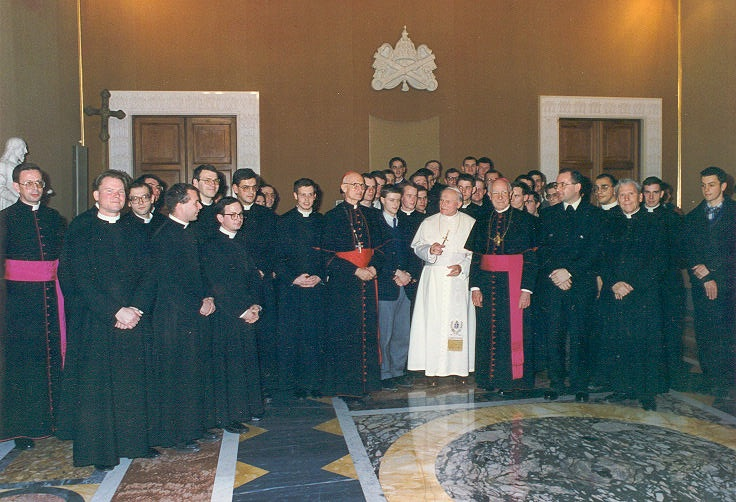
Jan Paweł II z księżmi Bractwa św. Piotra, 1988 rok

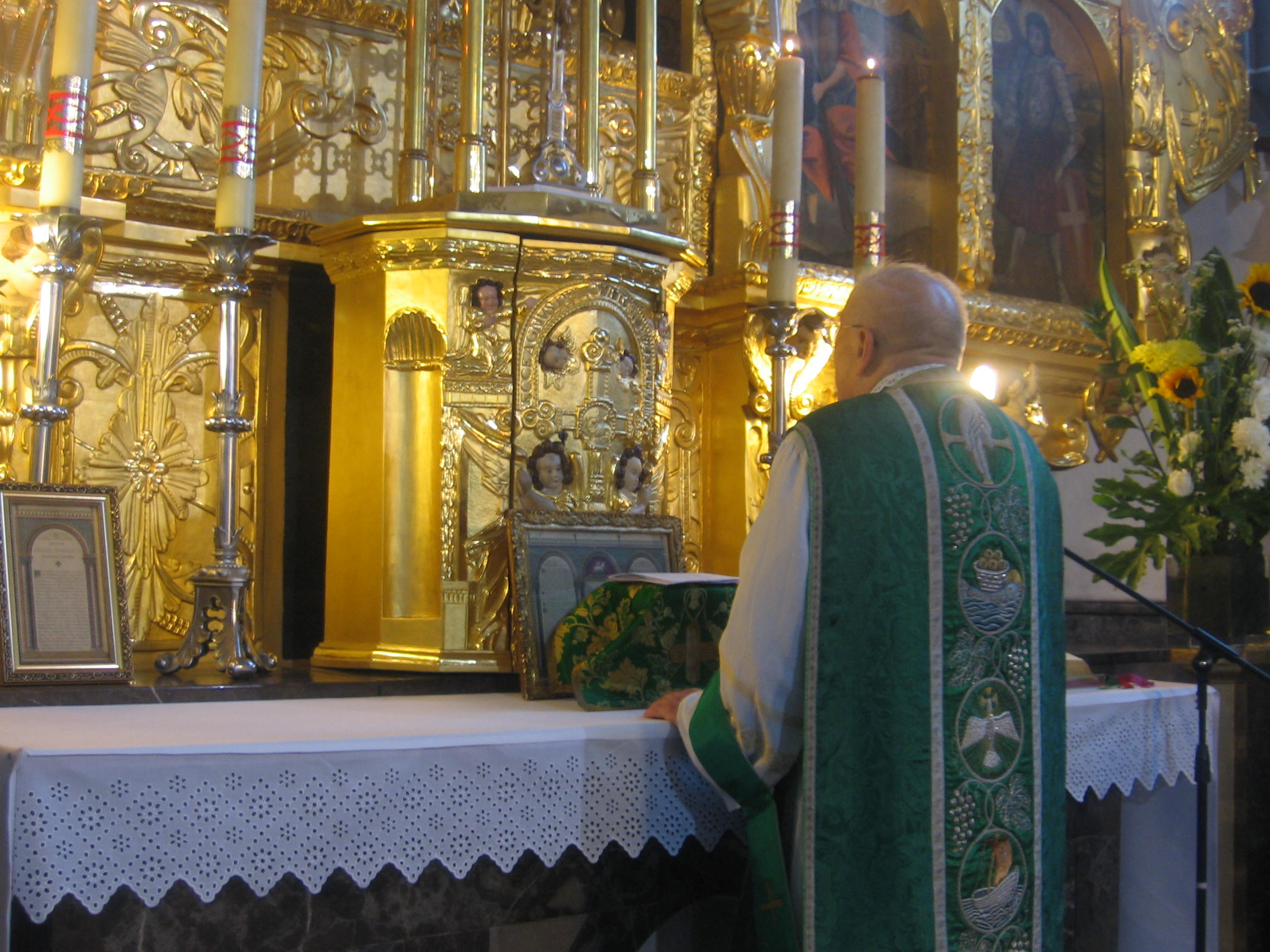
Msza trydencka w kościele farnym w Szydłowcu odprawiona 20 lipca 2008

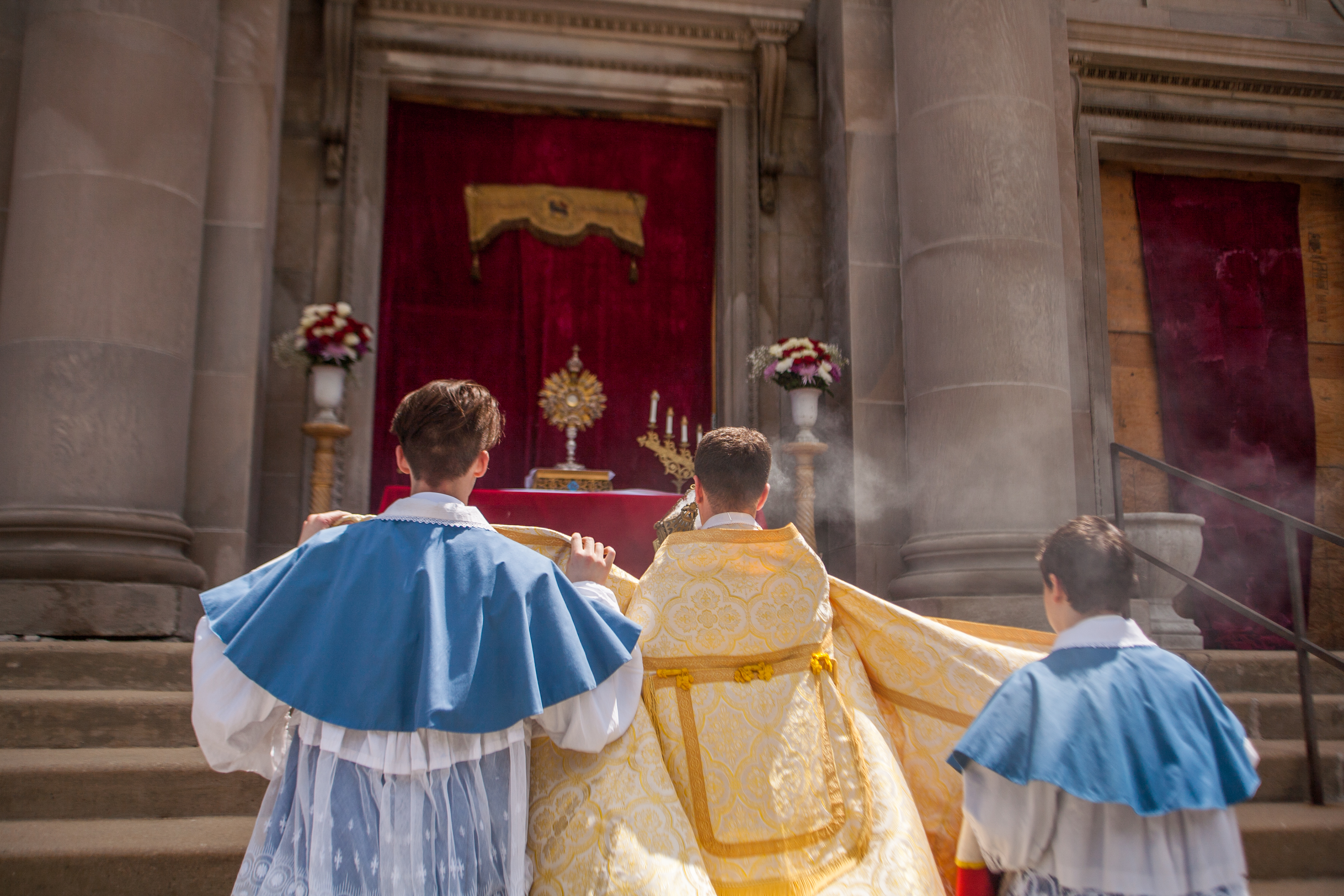
Procesja eucharystyczna Instytutu Chrystusa Króla w Boże Ciało, 2016

Pomimo reformy liturgii katolickiej, dokonanej po II soborze watykańskim (m.in. wprowadzenie Novus Ordo Missae) przez papieża Pawła VI, forma trydencka jest nadal uważana przez Kościół katolicki za godziwą i ważną.
Po przeprowadzeniu reformy udzielane były Indulty pozwalające na korzystanie z mszału przedsoborowego, z uwzględnieniem zmian pośrednich z roku 1965 i 1967. Zezwolenia takie udzielane były m.in. dla kapłanów starszych lub chorych. Do najbardziej znanych indultów należy tzw. indult Agathy Christie, tj. indult dla Anglii i Walii z 1971 r., udzielony w odpowiedzi na petycję podpisaną przez szereg znanych osób ze świata kultury i nauki, proszących o zachowanie starej mszy, ze względu na jej szerokie zasługi dla sztuki. Petycja została przekazana przez ówczesnego abpa Westminsteru kard. Johna Heenana. Paweł VI za pośrednictwem Świętej Kongregacji Kultu Bożego pozwolił ordynariuszom Anglii i Walii, pod określonymi warunkami, na udzielanie zezwoleń na celebracje według usus antiquior. 
Do osób, które uzyskały oddzielny indult w przedmiocie rzeczonej celebracji należą m.in. dwaj święci Kościoła katolickiego: o. Pio z Pietrelciny, który indult otrzymał w odpowiedzi na jego list z 17 lutego 1965 r., a także założyciel Opus Dei – Josemaría Escrivá de Balaguer.
16 października 1982 roku na polecenie papieża Jana Pawła II zwołano zebranie kardynałów pod przewodnictwem kardynała Josepha Ratzingera, wtedy prefekta Kongregacji Nauki Wiary, w którym wzięli udział kardynałowie: Sebastiano Baggio (wówczas prefekt Kongregacji ds. Biskupów), William Wakefield Baum (prefekt Kongregacji ds. Edukacji Katolickiej), Agostino Casaroli (sekretarz stanu Stolicy Apostolskiej), Silvio Oddi (prefekt Kongregacji ds. Duchowieństwa) i arcybiskup Giuseppe Casoria (proprefekt Kongregacji ds. Kultu Bożego i Dyscypliny Sakramentów). Ustanowienie tej komisji nie było wtedy jeszcze związane z osobą arcybiskupa Marcela Lefebvre’a. Kardynałowie ustalili, że Mszał rzymski w swej formie sprzed roku 1969 powinien zostać dopuszczony do użytku w mszach wymagających użycia języka łacińskiego, pod warunkiem, że nie będzie to prowadzić do odrzucania norm liturgicznych ustalonych po II soborze watykańskim oraz wyrażania opinii, że nowy mszał jest „heretycki lub nieważny”. Zdecydowano też, że nowy kalendarz liturgiczny powinien być zachowany. Wszyscy kardynałowie jednogłośnie stwierdzili, że msza w starym rycie pozostaje ważna. Kardynałowie doszli także do wniosku, że należy przygotować dokument dotyczący nadużyć liturgicznych, które uznano za jeden z powodów kryzysu w Kościele. Na spotkaniu rozpatrywano także potencjalne współistnienie obydwu form rytu rzymskiego w przyszłości.
Listem Świętej Kongregacji Kultu Bożego Quattuor abhinc annos z 3 października 1984 roku, Jan Paweł II udzielił indultu generalnego, który pozwalał wszystkim biskupom diecezjalnym na udzielanie zezwoleń na korzystanie z mszału w wydaniu z 1962 r., tj. bez uwzględniania pośrednich zmian posoborowych, jak miało to miejsce w indultach udzielanych uprzednio. Zezwolenie to obwarowane było jednak szeregiem wymogów i ograniczeń.
W 1986 roku Jan Paweł II jeszcze raz zwrócił się z pytaniem do wybranych kardynałów w sprawie mszy trydenckiej. Komisja dziewięciu kardynałów rozpoczęła swe prace w składzie: Joseph Ratzinger, Paul Augustin Mayer (prefekt Kongregacji ds. Kultu Bożego i Dyscypliny Sakramentów), Silvio Oddi, Alfons Maria Stickler (Archiwista i Bibliotekarz Świętego Kościoła Rzymskiego), Agostino Casaroli, kardynał Bernardin Gantin (prefekt Kongregacji ds. Biskupów), Antonio Innocenti, Pietro Palazzini (prefekt Kongregacji Spraw Kanonizacyjnych) oraz Jozef Tomko (proprefekt Kongregacji Rozkrzewiania Wiary). Mieli oni za zadanie odpowiedzieć na dwa pytania papieża:
1. Czy papież Paweł VI dał prawo biskupom do zakazywania celebracji mszy trydenckiej?
2. Czy księża mają prawo do publicznych i prywatnych celebracji mszy trydenckiej bez ograniczeń, nawet jeżeli miejscowy biskup nie wyrazi na to zgody?[39]

Według opinii 9 kardynałów msza trydencka nigdy nie została zakazana i żaden biskup nie może zabronić żadnemu katolickiemu księdzu jej odprawiania. Komisja uznała też, że żaden duchowny nie może być zmuszany do celebrowania zreformowanej mszy oraz nie może być karany za przywiązanie do starego rytu. Komisja zarekomendowała papieżowi opublikowanie wniosków z jej prac w formie oficjalnego dokumentu.
Jan Paweł II w swoim motu proprio Ecclesia Dei z 1988 roku polecił biskupom ułatwiać wiernym przywiązanym do rytu trydenckiego pielęgnowanie tej tradycji liturgicznej. Także i w tym celu została powołana specjalna Papieska Komisja Ecclesia Dei, roztaczająca opiekę nad klerem i wiernymi przywiązanymi do formy trydenckiej oraz zajmująca się dialogiem z Bractwem św. Piusa X, mającym nieuregulowany status kanoniczny.  
7 lipca 2007 r. papież Benedykt XVI w motu proprio Summorum Pontificum zezwolił na odprawianie liturgii rytu klasycznego każdemu kapłanowi bez konieczności zgody biskupa od 14 września 2007 roku – dekret papieża odnosił się nie tylko do używania mszału dla odprawiania mszy, ale również do korzystania z innych ksiąg przedsoborowego rytu do sprawowania sakramentów, sakramentaliów czy odprawiania liturgii godzin. Benedykt XVI podzielił ryt rzymski na dwie formy, wprowadzając pojęcie „nadzwyczajnej formy rytu rzymskiego” – dla określenia wersji przedsoborowej, oraz „zwyczajnej formy rytu rzymskiego” – określając w ten sposób liturgię posoborową. W liście do biskupów motu proprio Benedykt XVI zwrócił uwagę, że niewłaściwe jest używanie wobec starego porządku liturgicznego rzeczownika ryt lub obrządek, ponieważ takie określenie sugeruje w sposób mylący różnicę pomiędzy dwiema formami (zwyczajną i nadzwyczajną) jednego i tego samego rytu rzymskiego.
16 lipca 2021 r. papież Franciszek w motu proprio Traditionis custodes zniósł wszystkie dotychczas obowiązujące zezwolenia, normy i zwyczaje związane z mszą trydencką, które byłyby z nim sprzeczne. Odtąd jedyną formą rytu rzymskiego stała się liturgia odnowiona po Soborze Watykańskim II – nie ma więc już podziału na formę zwyczajną i nadzwyczajną. Decyzja ta została podjęta po przeprowadzeniu ankiety wśród biskupów, której wyniki – zdaniem papieża – wykazały, że równoległe istnienie dwóch form liturgii rzymskiej przyczyniało się do pogłębiania rozłamów pomiędzy wiernymi jednego Kościoła. Biskupi mogą nadal udzielać w swoich diecezjach zezwoleń na sprawowanie liturgii w starej formie dla tych, którzy już się z nią związali, ale bez możliwości tworzenia nowych grup. Zgodnie z decyzją papieża msze trydenckie nie mogą być odprawiane w kościołach parafialnych. Biskup, w którego diecezji istnieją grupy wiernych sprawujące liturgię według mszału z 1962 r., ma obowiązek wyznaczyć jedno lub więcej miejsc, w których będzie ona celebrowana. Ponadto kapłani, którzy do tej pory odprawiali mszę trydencką, winni zwrócić się do biskupa o zezwolenie na kontynuację tej działalności. Ci zaś kapłani, którzy chcieliby dopiero zacząć ją sprawować, nie tylko muszą wnioskować o zgodę biskupa na odprawianie mszy trydenckiej, ale biskup przed podjęciem decyzji musi ją skonsultować ze Stolicą Apostolską.

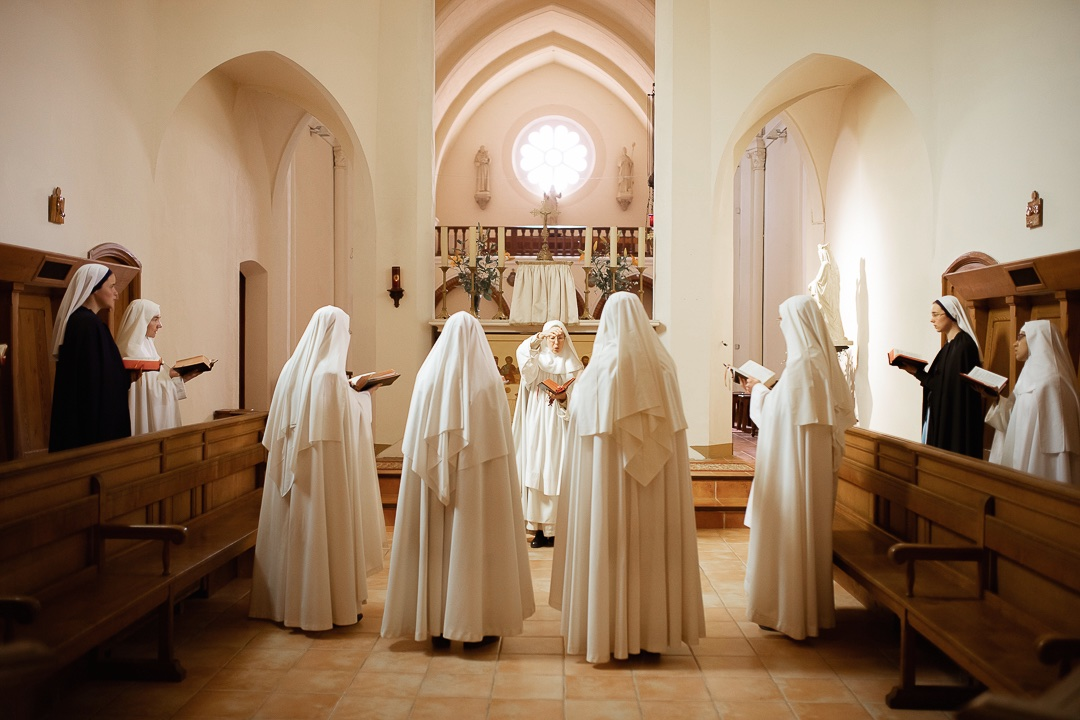
Kanoniczki Matki Bożej z Azille, 2021

Spośród stowarzyszeń katolickich, powołanych do sprawowania liturgii w tej formie, najstarsze jest Bractwo Kapłańskie Świętego Piotra. Wydzieliło się ono z Bractwa św. Piusa X w 1988 po tym, jak zwierzchnik Bractwa, arcybiskup Marcel Lefebvre, wyświęcił bez zgody Stolicy Apostolskiej czterech kapłanów na biskupów i zaciągnął ekskomunikę. Inne wspólnoty używające mszału przedsoborowego, znajdujące się w pełnej łączności ze Stolicą Apostolską, to m.in.: Instytut Chrystusa Króla Najwyższego Kapłana, Instytut Dobrego Pasterza, Bractwo Świętego Wincentego Ferreriusza oraz Apostolska administratura personalna Świętego Jana Marii Vianneya, erygowana w 2002 r. na terenie brazylijskiej diecezji Campos. Do wspólnot tradycyjnych zaliczyć należy także szereg klasztorów męskich (w szczególności benedyktyńskich, znajdujących się przede wszystkim we Francji), jak również klasztorów i wspólnot żeńskich takich jak Adoratorki Królewskiego Serca Jezusa czy Benedyktynki Maryi Królowej Apostołów.
4 lutego 2022 r. podczas audiencji udzielonej dwóm księżom należących do FSSP, papież Franciszek potwierdził, że przepisy Traditionis custodes nie uchylają praw własnych tradycyjnych wspólnot.

## Rodzaje mszy

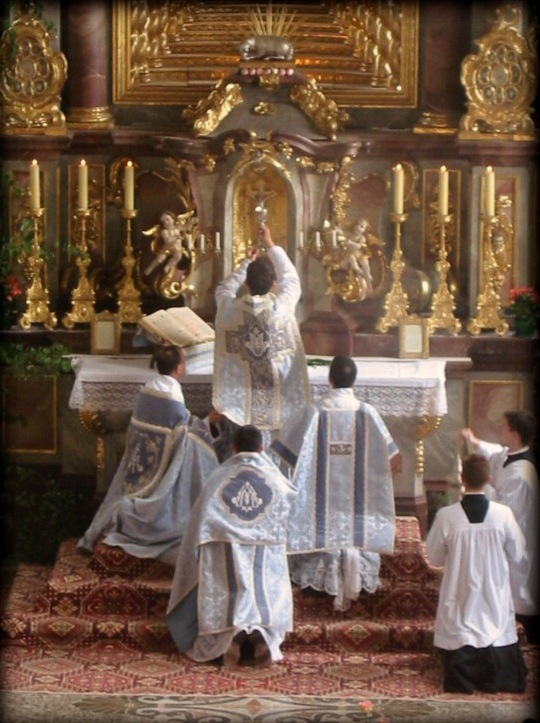
Msza święta solenna

Msza w rycie klasycznym występuje w formie ze śpiewem – gdy celebrans odśpiewuje określone dla niego w rubrykach części, inne zaś do tego przeznaczone śpiewa kantor lub chór liturgiczny (missa in cantu) – albo też w wersji bez śpiewu. Msza może być więc:
1. czytana (missa lecta) – bez śpiewu części stałych i zmiennych oraz bez asysty diakona i subdiakona, z jednym lub dwoma ministrantami
  - cicha (missa bassa, secreta) – odpowiedzi na wezwania celebransa udziela tylko ministrant
  - recytowana – dialogowana (missa recitata, dialogata) – odpowiedzi na wezwania udzielają oprócz ministranta także wierni (postać propagowana w XX wieku przez Ruch Liturgiczny)
  - ze śpiewem ludowym (missa lecta cum cantu) – śpiewają jedynie wierni
2. śpiewana (missa cantata) – ze śpiewem, bez asysty diakona i subdiakona, z możliwością wystąpienia większej liczby ministrantów i możliwością okadzenia
3. solenna – uroczysta (missa solemnis) – ze śpiewem oraz z asystą diakona i subdiakona, z możliwością wystąpienia większej liczby ministrantów, z akolitami i turyferem, jak również z okadzeniem
4. pontyfikalna (missa pontificalis) – uroczysta msza zgodnie z właściwymi przepisami liturgicznymi, gdy jest odprawiana przez biskupa lub innego uprawnionego
  - prałacka (missa prælatitia) – postać szczególna – msza pontyfikalna czytana

– Do postaci szczególnych liturgii należy między innymi msza żałobna – requiem (missa pro defunctis), jak również msza wobec wystawionego Najświętszego Sakramentu (missa coram Sanctissimo).
Należy wskazać na to, że klasyczny ryt rzymski mszy, z wyjątkiem święceń prezbiteratu i episkopatu, nie przewiduje obecnej w Novus Ordo Missæ koncelebracji sakramentalnej.

## Porządek mszy

### Pokropienie przed sumą
Przed mszą niedzielną (sumą) może nastąpić pokropienie wodą święconą, zwane aspersją – od słów śpiewanej przy tym antyfony Asperges me, Domine, hyssopo et mundabor, lavabis me et super nivem dealbabor (Pokrop mnie, Panie hyzopem, a stanę się czysty, obmyj mnie, a nad śnieg wybieleję) z wersetem z Psalmu 51 Miserere mei, Deus, secundum magnam misericordiam tuam (Zmiłuj się nade mną, Boże, według wielkiego miłosierdzia Twego). W niedziele okresu Wielkanocnego zamiast antyfony Asperges me wykonuje się antyfonę Vidi Aquam. Celebrans ubrany w kapę dokonuje pokropienia ołtarza, ministranta i zebranych wiernych, dopiero po tym ubiera się w ornat.

### Msza katechumenów

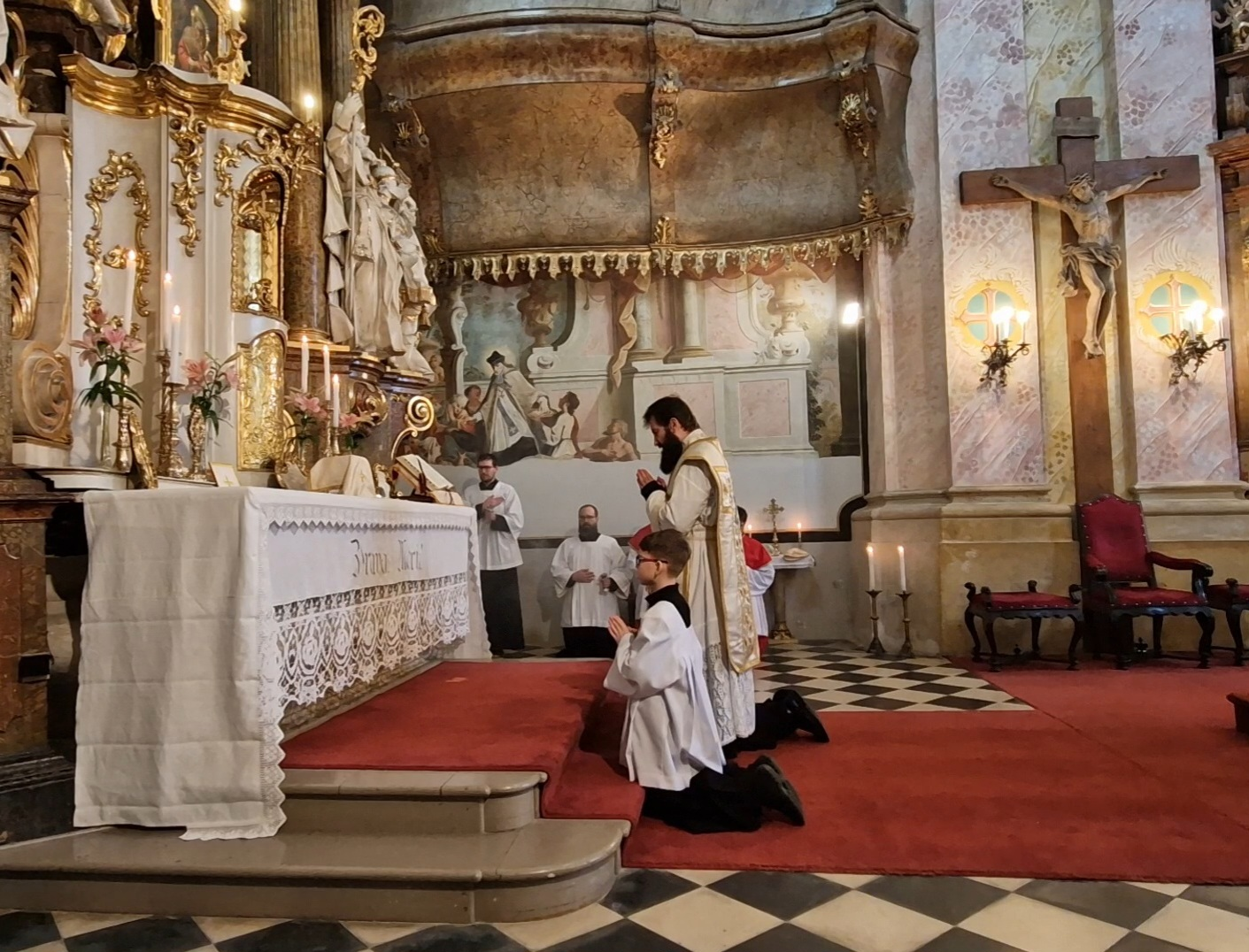
Modlitwy u stopni ołtarza rozpoczynające mszę

Msza trydencka rozpoczyna się modlitwami u stopni ołtarza. Kapłan z ministrantami klęczącymi u stopni ołtarza (w mszy solennej natomiast z diakonem i subdiakonem) odmawia fragmenty psalmu 42 (43) oraz spowiedź powszechną (Confiteor), zakończoną odpuszczeniem zebranym grzechów powszednich. Spowiedź jest odmawiana osobno przez kapłana, osobno przez asystę. Dopiero wtedy kapłan wstępuje po stopniach do ołtarza. Po odmówieniu modlitwy Aufer a nobis oraz introitu następuje prośba w języku greckim Kyrie eleison (Panie, zmiłuj się), śpiewana trzy razy po trzy wezwania (po trzykroć do każdej z trzech Osób Trójcy Przenajświętszej), a następnie hymn Gloria in excelsis Deo (Chwała na wysokości Bogu). Podczas mszy uroczystej po modlitwie Aufer a nobis następuje okadzenie ołtarza, a dopiero później kapłan odczytuje introit i odmawia Kyrie. Po nim odczytywana lub śpiewana jest Lekcja (czyli wyjątek ze Starego Testamentu, z listów, Dziejów Apostolskich lub z Apokalipsy św. Jana), następnie graduał lub tractus, a po nim fragment Ewangelii.
Po odczytaniu Ewangelii następuje zwykle przerwa we mszy świętej. Kapłan zdejmuje manipularz, ornat (tylko wówczas, gdy ambona znajduje się poza prezbiterium), zakłada biret i wchodzi na ambonę, skąd głosi kazanie. Kazanie może być wygłoszone także przed mszą lub po niej.
Następnie kapłan powraca do ołtarza i kontynuuje celebrację mszy świętej. Podczas wyznania wiary (Credo) wszyscy przyklękają w trakcie wypowiadania słów dotyczących wcielenia Chrystusa (Et incarnatus est de Spiritu Sancto ex Maria Virgine, et homo factus est).

### Msza wiernych

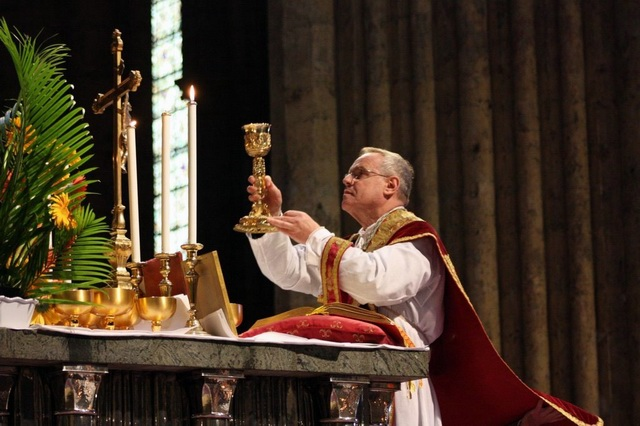
Podniesienie po przeistoczeniu

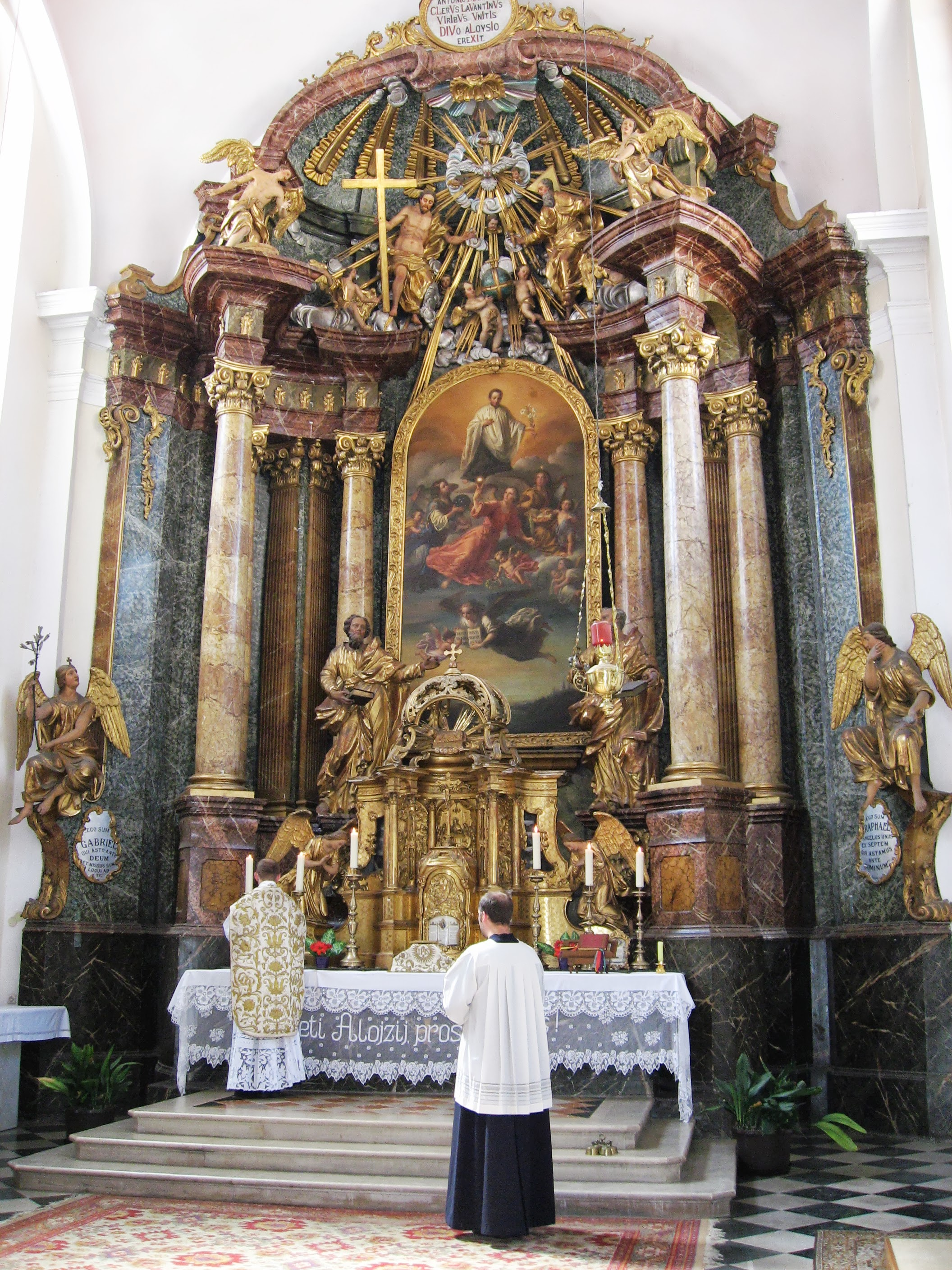
Ksiądz recytujący Ostatnią Ewangelię z lewej tablicy ołtarzowej na koniec mszy

Po wyznaniu wiary następuje offertorium (ofiarowanie), w trakcie którego kapłan prosi Boga Ojca o przyjęcie ofiary mszy świętej, składanej jako wynagrodzenie grzechów (modlitwa Suscipe, Sancte Pater). Następnie kapłan dolewa wody do wina i jeszcze raz prosi Boga o przyjęcie ofiary. W modlitwie Veni, Sanctificator następuje prośba do Ducha Świętego o pobłogosławienie ofiary. Kapłan umywa ręce (Lavabo), odmawiając fragmenty psalmu 26, po czym prosi Trójcę Świętą o przyjęcie ofiary, wzywa wiernych do modlitwy słowami Orate fratres i odmawia sekretę (modlitwę nad darami).
Następuje wezwanie Sursum corda („w górę serca”), a po nim prefacja, czyli modlitwa dziękczynna odpowiednia do charakteru uroczystości, zakończona przez Sanctus (Święty), czyli hymn śpiewany Bogu przez wszystkie chóry anielskie.
Po Sanctus rozpoczyna się najistotniejsza część mszy, czyli kanon (po reformie – I Modlitwa Eucharystyczna). Odmawiany jest przyciszonym głosem. Zaczyna się on od trzech wspomnień: całego Kościoła, Przyjaciół i Parafian oraz Wszystkich Świętych. Następnie kapłan prosi Boga o przyjęcie ofiary, po czym następuje konsekracja chleba, czyli sakramentalna przemiana jego substancji w Ciało Chrystusa, w chwili wypowiedzenia przez kapłana słów Hoc est enim Corpus Meum („to jest bowiem Ciało Moje”). Konsekracja wina, czyli sakramentalna przemiana jego substancji w Krew Chrystusa, następuje wraz ze słowami kapłana Hic est enim calix Sanguinis Mei, novi et aeterni testamenti, mysterium fidei, qui pro vobis et pro multis effundetur in remissionem peccatorum („To jest bowiem kielich Krwi Mojej, nowego i wiecznego przymierza, tajemnica wiary, która za was i za wielu będzie wylana na odpuszczenie grzechów”). Słowa konsekracji wypowiadane są powoli i wyraźnie, ale szeptem.
Po konsekracji chleba i wina następuje każdorazowo przyklęknięcie kapłana, podniesienie postaci konsekrowanej i ponowne przyklęknięcie. Następnie kapłan wspomina mękę Pańską, nawiązuje do ofiar Abla, Abrahama i Melchizedeka oraz prosi Anioła Pańskiego o zaniesienie ofiary na najwyższy ołtarz w niebie. Następują kolejne wspomnienia: dusz w czyśćcu, grzeszników i całego stworzenia. Kanon kończy się tzw. małym podniesieniem i doksologią, wychwalającą Trójcę Świętą.
Modlitwa Ojcze nasz odmawiana jest przez samego kapłana, wierni dołączają się dopiero pod koniec, wypowiadając słowa sed libera nos a malo („ale uwolnij/zbaw nas od złego”), po czym następują trzy modlitwy poprzedzające Komunię kapłańską. W tym czasie śpiewane jest Agnus Dei („Baranku Boży”). Następnie kapłan pokazuje wiernym komunikant, będący Ciałem Chrystusa, mówiąc Ecce Agnus Dei („Oto Baranek Boży”) i następuje Komunia wiernych, przyjmowana wyłącznie w pozycji klęczącej i do ust. Komunia święta w pozycji stojącej lub na rękę nie jest dozwolona, nawet w przypadku mszy św. „polowych”.
Msza kończy się słowami Ite, missa est (Idźcie, ofiara spełniona”) i błogosławieństwem, jednak po nich kapłan odczytuje dodatkowo tzw. Ostatnią Ewangelię. Jest to początek Ewangelii Jana mówiący o wcieleniu Słowa Bożego. Gdy po mszy jest procesja lub wystawienie Najświętszego Sakramentu, zamiast słów Ite, missa est mówi się Benedicamus Domino, a w przypadku mszy requiem w tym samym miejscu pojawiają się słowa Requiescant in pace.
Jeżeli odprawiana Msza była czytana, to odmawia się po niej trzy Zdrowaś Maryjo, antyfonę Salve Regina wraz z egzorcyzmem do św. Michała i trzykrotnie wezwanie: „Najświętsze Serce Jezusa - zmiłuj się nad nami” jeśli zaś była to Msza śpiewana lub solenna, to śpiewa się po niej antyfonę maryjną adekwatną do okresu liturgicznego.

## Porównanie form mszy rytu rzymskiego

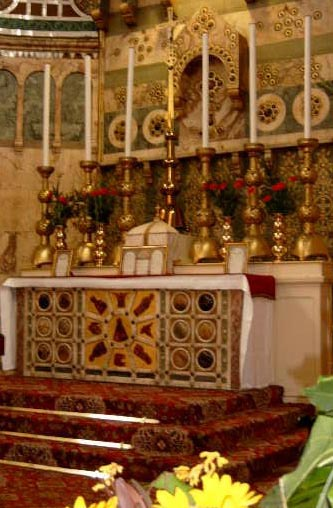
Ołtarz przygotowany do sprawowania mszy trydenckiej. Ołtarz jest przykryty 3 obrusami, znajduje się na nim 6 świec, krucyfiks pośrodku oraz tablice ołtarzowe.

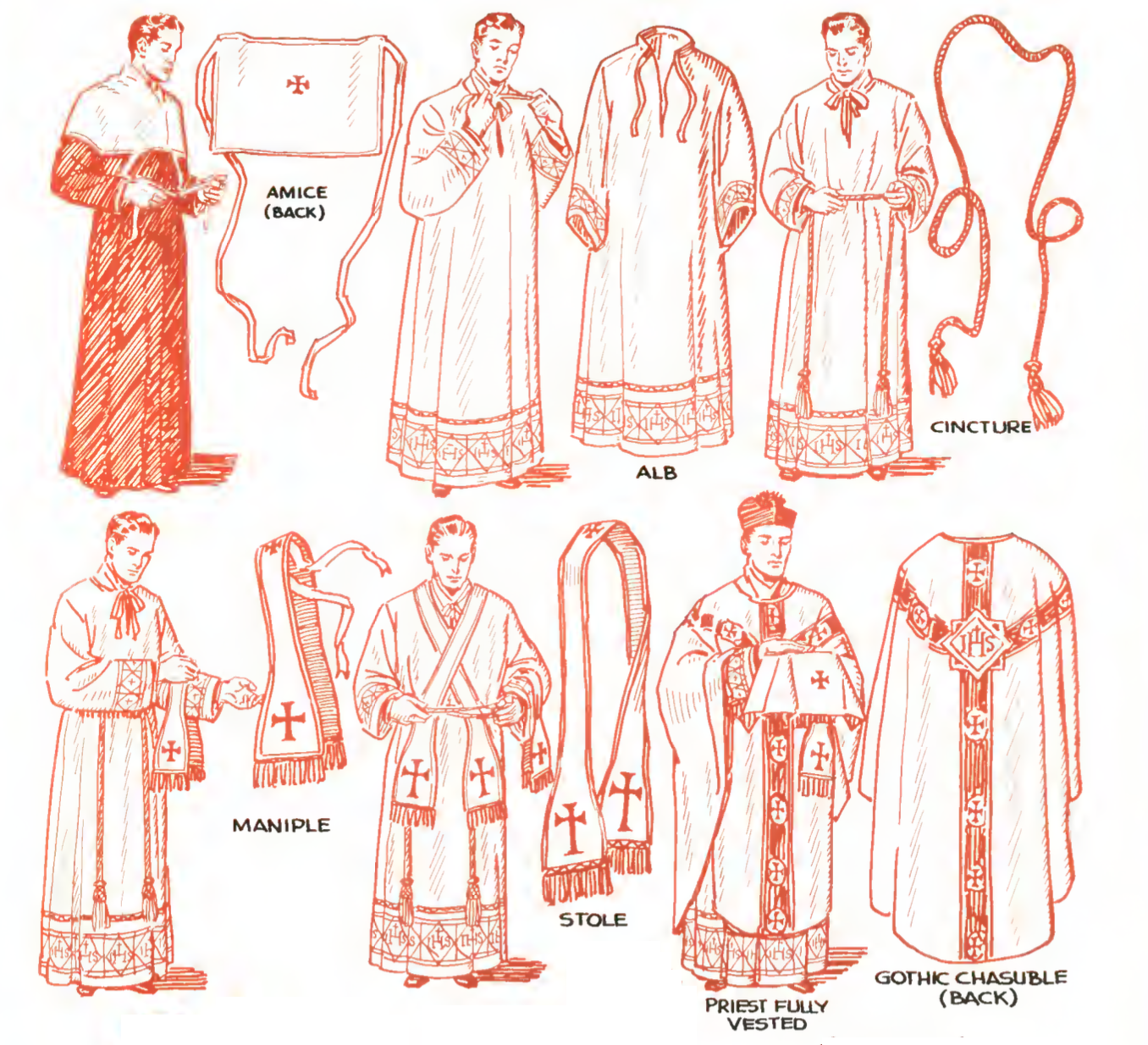
Szaty celebransa mszy: humerał, alba, cingulum, manipularz, skrzyżowana stuła, ornat (tu w wersji gotyckiej); na głowie biret

Po II soborze watykańskim zaczęto wprowadzać liczne zmiany w liturgii rzymskiej. Ich efektem było między innymi gruntowne zreformowanie mszału. Nowa liturgia mszy świętej różni się od dotychczasowej między innymi:
- Zmianą ustawienia kapłana – we mszy trydenckiej kapłan stoi przed ołtarzem, zwrócony twarzą – wraz z wiernymi – w kierunku ustawionego centralnie krzyża z wyobrażeniem Ukrzyżowanego i równocześnie przodem do tabernakulum z przechowywanymi tam zwykle postaciami konsekrowanymi, umieszczonego w nastawie ołtarzowej, oraz często w stronę wschodu (ad orientem), gdyż kościoły były przeważnie orientowane. We mszy w zreformowanej formie rytu, wierni gromadzą się wokół ołtarza, który zajmuje centralne miejsce zgromadzenia, co podkreśla jego rolę jako „stołu eucharystycznego” wspólnoty. Odwrócenie kapłana twarzą do ludu nie było postulowane przez sobór i nie jest określone przepisami liturgicznymi (kapłan może więc celebrować według formy zwyczajnej zwrócony zarówno w stronę ludu, jak i w stronę ołtarza, mając wiernych za sobą. Takie celebracje odbywają się m.in. w zabytkowych kościołach, w których nie da się wstawić stołu).

Celebracja versus populum (do ludu) miała być umotywowana taką właśnie pierwotną formą mszy. Jednak według wielu badaczy msza była sprawowana na wschód, poświadczają to liczne pisma Ojców Kościoła oraz to, że podczas paschy żydowskiej uczestnicy zwracali się w stronę wschodu. Gdy kościół był inaczej zbudowany, kapłan sprawował mszę na wschód i lud także kierował się na wschód (mając kapłana za plecami).
- Zmianą aranżacji ołtarza – we mszy trydenckiej:
  - w ołtarz są wmurowane relikwie świętych (nawiązanie do wczesnochrześcijańskiego sposobu odprawiania mszy świętej na grobach męczenników, jest to również wyraz wiary w obcowanie świętych),
  - jest on przykryty 3 obrusami (symbolizują całuny, którymi owinięto ciało Jezusa, oraz miały chronić – w razie rozlania – Krew Pańską przed profanacją),
  - znajduje się na nim:
    - 2, 4, 6 lub więcej świec (liczba zapalonych świec zależy od rodzaju mszy: czytana, śpiewana lub solenna – uroczysta; sposób i kolejność zapalania świec miały również własną symbolikę),
    - krucyfiks pośrodku
    - tablice ołtarzowe (oprócz mszy odprawianej przez biskupa).

  - Po soborze:
    - zrezygnowano z obowiązkowego wmurowywania relikwii w ołtarz,
    - jest dowolna liczba obrusów na ołtarzu,
    - świece mogą być 2, 4, 6 lub – gdy celebruje biskup miejsca – 7,
    - zlikwidowano zasady sposobu zapalania świec,
    - świece mogą znajdować się na ołtarzu lub w jego pobliżu,
    - krucyfiks ma być „na ołtarzu lub obok niego”[54],
    - zlikwidowano tablice ołtarzowe.
- Mocniejszym zaakcentowaniem pozostałych – poza ołtarzem – miejsc sprawowania liturgii: ambony (jako stołu Słowa Bożego) oraz miejsca przewodniczenia.
- Zaakcentowaniem łączności homilii z całą liturgią – jako części Liturgii Słowa i czasu głoszenia Słowa Bożego. W mszy trydenckiej kazanie nie jest częścią mszy, na czas kazania kapłan zdejmuje manipularz i kładzie go na ołtarzu, a jeżeli ambona znajduje się poza prezbiterium zdejmuje także ornat. Nie jest niezwykłe, że kazanie jest głoszone przed lub po mszy.
- Dopuszczeniem do stosowania w liturgii języków narodowych – w większości obszarów szybko zajęły one miejsce łaciny. Na międzynarodowych zjazdach msze święte odprawia się nierzadko po angielsku lub w innym języku zrozumiałym dla większości uczestniczących w nich wiernych; chociaż zalecane jest też odmawianie przynajmniej wyznania wiary i Ojcze Nasz po łacinie. Sobór postulował możliwość stosowania języków narodowych przede wszystkim w czytaniach i modlitwie wiernych, podkreślając, że językiem liturgicznym Kościoła Rzymskiego pozostaje łacina[55].
- Stopniowym wprowadzeniem kilku nowych modlitw eucharystycznych, odmawianych głośno i z większym udziałem wiernych. Do obowiązującego w Kościele rzymskim od IV wieku i poszerzanego na przestrzeni stuleci kanonu rzymskiego dołączono nowe Modlitwy Eucharystyczne (trzy główne, ponadto trzy przeznaczone na msze z udziałem dzieci oraz dwie o tajemnicy pojednania i jedną na msze w szczególnych potrzebach) – zmiana wprowadzona 23 V 1968[56] r. (niepostulowana przez sobór).
- Zwiększeniem liczby prefacji[c] – w myśl postanowień soborowych napisano m.in. oddzielne prefacje na każdą z niedziel Wielkiego Postu, odwołujące się do tajemnicy dnia i wpisujące w nurt wielkopostnych przygotowań dla katechumenów. Nowe prefacje mogą być także tworzone i wprowadzane do użytku przez lokalne konferencje biskupów.
- Skróceniem rytów pokutnych (opuszczenie modlitw u stopni ołtarza, wprowadzenie skróconej spowiedzi powszechnej, odmawianej wspólnie przez kapłana i wiernych) i wprowadzeniem alternatywnych modlitw zamiast wezwania Kyrie eleison.
- Usunięciem dawnych modlitw ofiarowania (obecne wzorowane są na żydowskich modlitwach paschalnych).
- Opuszczeniem kilkunastu przyklęknięć kapłana, m.in. natychmiast po konsekracji – przed ukazaniem postaci konsekrowanych wiernym (zmiana niepostulowana przez sobór, wprowadzona 4 maja 1967). W mszy trydenckiej kapłan przyklęka zawsze, zanim weźmie w ręce konsekrowaną hostię lub wino i po odłożeniu.
- Zredukowaniem ucałowań ołtarza (zmiana niepostulowana przez sobór, wprowadzona 4 maja 1967). W mszy trydenckiej kapłan zawsze całuje ołtarz, gdy odwraca się do ludu, w nowych obrzędach mszalnych tylko dwa razy: po przyjściu do ołtarza na początku celebracji oraz przed opuszczeniem prezbiterium po rozesłaniu.
- Zredukowaniem (do jednego) znaków krzyża nad darami ofiarnymi. W mszy trydenckiej kapłan zawsze kreśli znak krzyża, gdy wypowiada słowa Corpus (Christi) lub Sanguis (Christi).
- Zrezygnowaniem z niektórych gestów – w mszy trydenckiej po konsekracji kapłan nie może rozdzielić palców, którymi dotykał Najświętszego Sakramentu, po Komunii kapłan musi obmyć palce, gdyż mogą znajdować się na nich partykuły Najświętszego Sakramentu (de facto zwyczaj nie został zabroniony. Niektórzy księża dalej go praktykują).
- Wprowadzeniem wspólnego odmawiania (śpiewania) modlitwy Ojcze Nasz, która poprzednio śpiewana była wyłącznie przez celebransa, a wierni podejmowali tylko ostatni wers tej modlitwy (Sed libera nos a malo).
- Wprowadzeniem dodatkowego czytania ze Starego Testamentu oraz modlitwy powszechnej do wyodrębnionej liturgii Słowa, zrezygnowano z ostatniej Ewangelii.
- Wprowadzaniem zmian w obrzędzie Komunii Świętej (zmiany niepostulowane przez sobór, wprowadzono jedynie możliwość Komunii pod dwiema postaciami w dość ograniczonym zakresie)[57]:
  - odnośnie do postawy: wprowadzenie (jako alternatywy dla postawy klęczącej) postawy stojącej (zamiast klękania przy balaskach, podchodzenie procesyjne do stojącego szafarza);
  - odnośnie do sposobu przyjmowania: na mocy indultów (zezwoleń od podstawowej praktyki), udzielanych przez Stolicę Apostolską na prośbę Konferencji Episkopatów danych krajów, umożliwienie przyjmowania do ręki (przyjmujący bierze od szafarza hostię do ręki i sam wkłada ją sobie do ust – sposób ten miał być bliższy sposobowi pierwotnemu, jednak w pierwszych wiekach chrześcijaństwa Hostia leżąca w dłoniach była brana bezpośrednio ustami, a nie wprowadzana do ust ręką, również kobiety nigdy nie przyjmowały Komunii bezpośrednio na rękę, a przez chusteczkę – sposób ten zachował się do dzisiaj w Komunii diakona w liturgii wschodniej)[potrzebny przypis];
  - odnośnie do szafarza: obok kapłana wprowadza się diakona jako szafarza zwyczajnego oraz tzw. nadzwyczajnych szafarzy Komunii św. zwanych niewłaściwie świeckimi szafarzami Eucharystii.
- Przed Komunią kapłan nie mówi trzykrotnie: Domine non sum dignus sam, tylko razem z wiernymi (zmiana niepostulowana przez sobór, wprowadzona 4 maja 1967).
- Dopuszczeniem do sprawowania funkcji liturgicznych (np. czytania lekcji) osób świeckich (co jest też motywowane m.in. zbyt małą liczbą kapłanów w wielu częściach świata, lecz również podkreśleniem kapłańskiej funkcji wiernych w zgromadzeniu liturgicznym).
- Wprowadzeniem nowych formularzy mszalnych, m.in. mszy z udziałem dzieci, z własnymi (obecnie trzema) modlitwami eucharystycznymi.
- Usunięciem dużej części gestów kapłana i wiernych oraz części powtórzeń, które miały charakter symboliczny; uznano je za zbędne dublowanie znaków. Dotyczy to m.in.:
  - spowiedzi powszechnej (Confiteor), odmawianej w klasycznym rycie raz przez kapłana, drugi raz przez ministrantów w imieniu wiernych, czasem jeszcze po raz trzeci przez wszystkich wiernych przed przyjęciem Komunii;
  - śpiewu Kyrie eleison, powtarzanego 3 razy po 3 razy – w odniesieniu do trzech osób Trójcy Świętej, lecz jak podkreślają liturgiści Kyrie eleison 3 razy po 2 razy zatraciło to odniesienie;
  - odpowiedzi wiernych Domine non sum dignus... na Ecce Agnus Dei kapłana, powtarzanej 3 razy;
  - znaków krzyża, ponawianych wiele razy w czasie całej mszy świętej zarówno przez kapłana, jak i wiernych (zmiany niepostulowane przez sobór, wprowadzone 4 maja 1967);
  - zwyczajowego klęczenia przez wiernych podczas całego Kanonu Mszy od śpiewu Sanctus aż do zakończenia wielkiej doksologii (Per Ipsum...) głośno wypowiedzianymi słowami: per omnia saecula saeculorum;
  - zredukowano liczbę wezwań Dominus vobiscum z ośmiu do czterech (na początku mszy po znaku krzyża – może być zastąpione inną formułą pochodzącą z Pisma Świętego; przed Ewangelią; przed prefacją; przed końcowym błogosławieństwem).
- Zezwolono na nieużywanie manipularza[58].
- Kanon (anafora) odmawiany głośno, a nawet w języku narodowym (zmiana niepostulowana przez sobór, wprowadzona 4 maja 1967).

## Dziedzictwo kulturowe

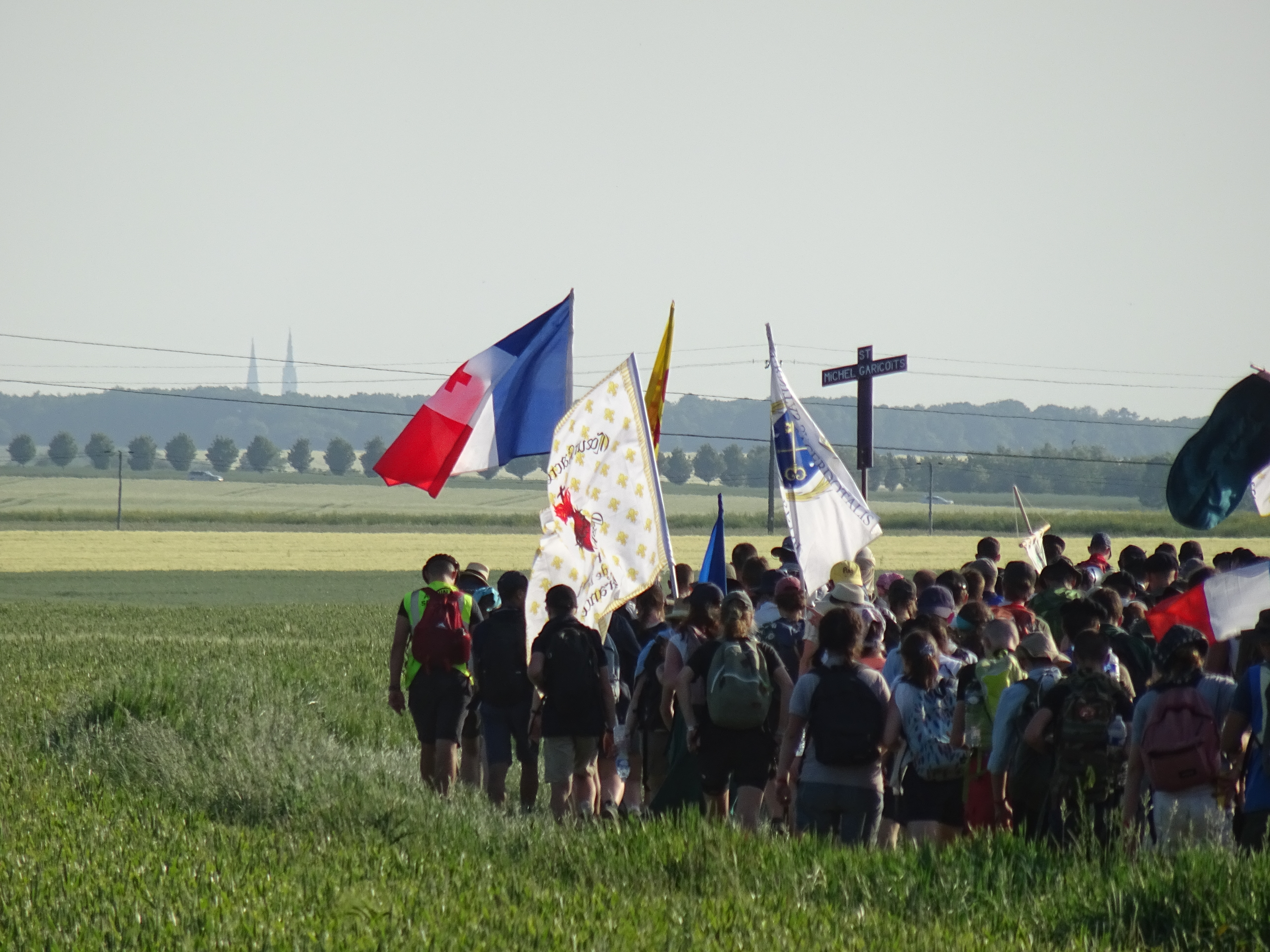
Doroczna francuska pielgrzymka środowisk tradycji do Chartres, w 2023 liczba pielgrzymów wyniosła 16 tys.

W 2023 roku zespół naukowców z Polski, Anglii oraz ze Stanów Zjednoczonych – Peter Kwasniewski, Izabella Parowicz, Piotr Stec i Joseph Shaw, przeprowadził analizę prawną mającą na celu zbadanie alternatywnych sposobów uznania mszy trydenckiej w świetle jej historycznego i współczesnego znaczenia kulturowego. Analiza wykazała, że msza trydencka spełnia wszystkie kryteria niezbędne do potencjalnego wpisania jej na Listę reprezentatywną niematerialnego dziedzictwa kulturowego UNESCO.  
W szczególności autorzy stwierdzili, że msza w klasycznym rycie rzymskim, kształtująca się przede wszystkim od IV do XIII w. – tj. obecna w życiu społeczności w różnych formach od ponad 1500 lat – może być uznana za niematerialne dziedzictwo kulturowe w rozumieniu Konwencji, jako rytuał – praktyka religijna, o charakterze międzynarodowym. W analizie zauważono, że rzeczona tradycja liturgiczna jest kultywowana, stanowiąc istotną część życia społecznego a także kulturalnego, jak również że liczba miejsc jej użycia doznała w okresie po 2007 roku globalnego wzrostu – w roku 2018 celebracje mszy w starym rycie odbywały się w ponad 80 krajach. Jednocześnie wskazano też na czynniki zagrażające zachowaniu starego rytu, wśród nich wyszczególniając restrykcyjną politykę Stolicy Apostolskiej od wydania motu proprio Traditionis custodes przez papieża Franciszka w 2021 roku.